# Zebra równikowa
Zebra równikowa (Equus quagga boehmi) – najmniejsza z sześciu podgatunków zebry stepowej.

## Występowanie
Zasięg występowania zebry Granta rozciąga się na terytoria różnych krajów. Występują w Zambii na zachód od rzeki Luangwa i na wschód do Jeziora Kariba, w prowincji Demokratycznej Republiki Konga zwanej Katanga oraz w Tanzanii, Kenii i południowej Etiopii.

## Charakterystyka
Biało-czarne pasy na głowie, szyi, bokach, biodrach i kończynach aż do kopyt. Pasy są szerokie i mocno wyodrębnione. Brak grzywy.

## Miejscowe wymarcie
Niedawne wojny domowe w Rwandzie, Somalii, Sudanie, Etiopii i Ugandzie spowodowały bardzo duży spadek populacji wszystkich dzikich zwierząt, w tym zebry Granta, która nie występuje już na terytorium Burundi. Wojna domowa w Angoli w ciągu ostatnich 25 lat zniszczyła populacje dzikich zwierząt tego kraju, (m.in. dawniej szeroko występującej zebry stepowej), zniszczyła administrację parków narodowych oraz infrastrukturę. W związku z tym, zebra Granta praktycznie nie występuje już w Angoli, chociaż ta informacja wymaga potwierdzających badań.